# USS Ammen (DD-35)
Pour les autres navires du même nom, voir USS Ammen.
L'USS Ammen (DD-35) est un destroyer de l'United States Navy de Classe Paulding (en) construit à partir de 1910 et mis en service en 1911. Il est nommé d'après Daniel Ammen.